# 3-Hidroxifenilglicina
3-Hidroxifenilglicina, ácido 2-amino-2-(3-hidroxifenil)acético ou ácido (±)-α-amino-3-hidroxibenzenoacético, abreviado na literatura como (±)-3-HPG, é o composto orgânico com a fórmula C8H9NO3 e [massa molecular]] 167,16. É classificado com o número CAS 31932-87-3 e número MDL MFCD00673854, apresentando-se como um sólido, comercializado na forma de pó, de cor branca, com solubilidade em DMSO de 4 mg/mL e em água de 5 mg/mL.